# First Hawaiian Center
First Hawaiian Center – drugi co do wielkości budynek stanu Hawaje oraz stolicy stanu Honolulu. Wybudowany w latach 1993–1996, mierzy 130,8 m i liczy 30 pięter. Jest siedzibą najstarszego banku na Hawajach – First Hawaiian Bank.